# Ben Agathangelou
Panayiotis "Ben" Agathangelou (nacido el 4 de noviembre de 1971 en Hackney) es un ingeniero automotriz británico, especializado en aerodinámica, que actualmente trabaja en Haas F1 Team.

## Carrera
Agathangelou estudió aeronáutica y astronáutica en la Universidad de Southampton antes de unirse a la escudería McLaren en 1994, donde se quedó durante los tres siguientes años. Después de pasar un año en Tyrrell, él se cambió a Honda, y ayudó en el diseño del coche de pruebas Honda RA099, con el cual nunca se compitió, dada la repentina muerte de Harvey Postlethwaite, el director técnico del proyecto.
Fue contratado por Benetton en 1999, antes de cambiarse a Jaguar dos años más tarde. Él diseñó el coche de la escudería de 2003, el R3, y los primeros coches de Red Bull, después de que el equipo fuera vendido a la conocida marca de refrescos energéticos en 2005. Él dejó el equipo en 2007 después de una selección de personal realizada en 2007 debida a la llegada al equipo de Adrian Newey.
Él volvió a la Fórmula 1 en 2010 después de ser reclutado por la escudería Hispania Racing F1 Team, y después se marchó a la Scuderia Ferrari. En 2016 ingresó al nuevo equipo norteamericano Haas F1 Team como jefe aerodinámico.